# Højbyen (Kalundborg)
Højbyen er Kalundborgs gamle bydel indenfor bymuren. Bydelen er anlagt i én proces som et byanlæg med én kirke og to borge. Set i fugleperspektiv har byen form som en linse med en kort nord-sydakse på ca. 200 meter og en øst-vestakse på ca 350 meter med en borg i hver ende. Hovedgaden – Adelgade – blev udlagt som en ret linje mellem de to borge og syd for denne linje blev kirken anlagt på det højeste punkt.
Syd for Adelgade blev Præstegade anlagt med et buet forløb, netop i én ejendomsdybdes afstand fra byens søndre vold. Her ligger Præstegade 23, som er et af de bedst bevarede middelalderlige byhuse i Europa. I forbindelse med kirken findes Den gamle Latinskole også i denne gade.
Bispegården og Kalundborg gamle Rådhus er også blandt de gamle bygninger fra middelalderen, som findes i Højbyen.
Nord for Adelgade blev Munkesøgade på tilsvarende vis anlagt. Denne gadestruktur blev udstukket omkring 1170, og er stort set bevaret til i dag.
Ved indgangen til Højbyen – omtrent hvor Lænkeporten fandtes i middelalderen – ligger Asylet, der 1840-1966 rummede Kalundborgs første børnehave.

## Galleri
- Vor Frue Kirke.
- Præstegade 23.
- Den gamle Latinskole.
- Bispegården.
- Kalundborg gamle Rådhus.